# Lawrence Hargrave

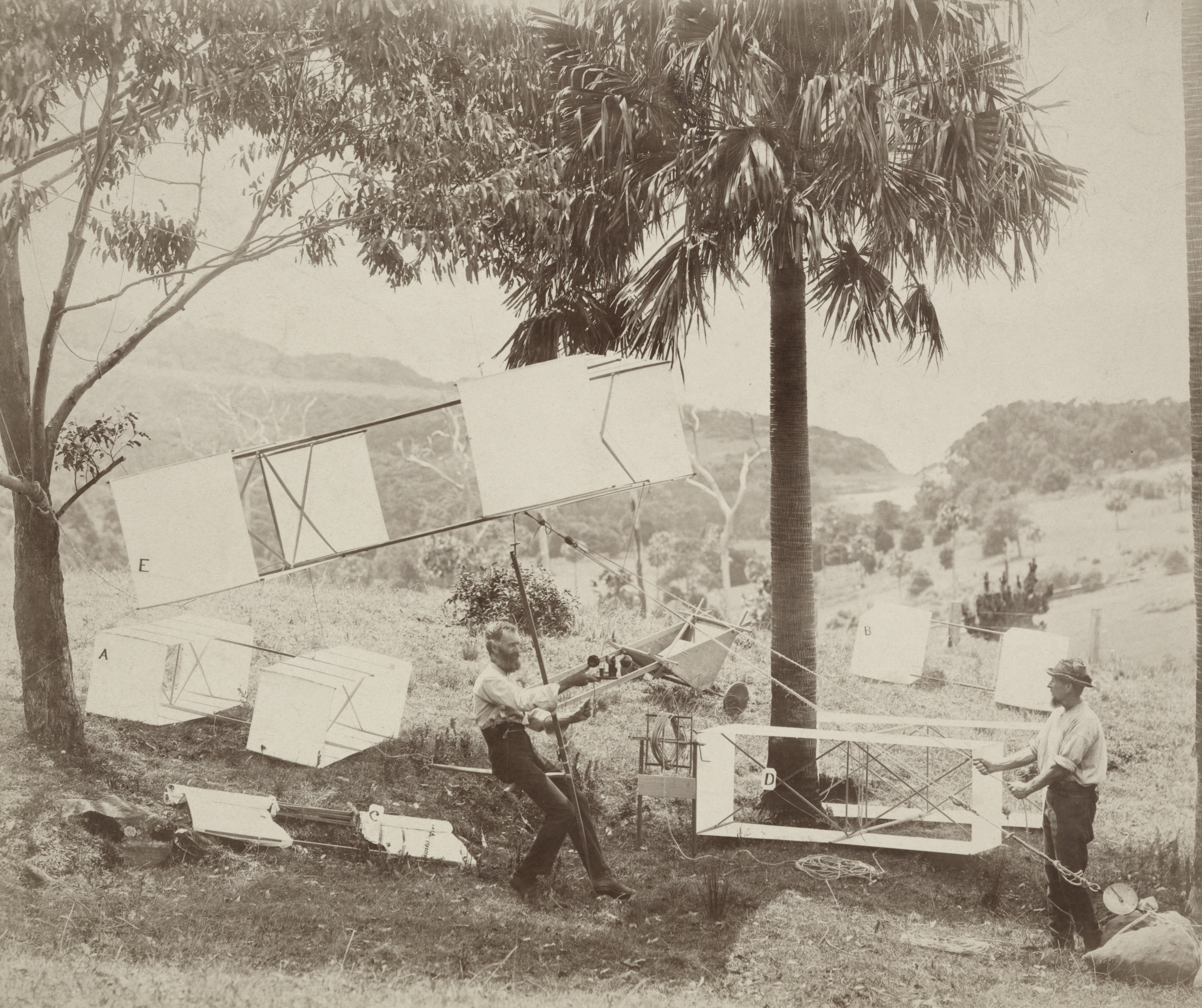
Lawrence Hargrave (sedící) a James Swain. V pozadí Stanwell Park beach, listopad 1894

Lawrence Hargrave (29. ledna 1850 Greenwich, Londýn – 6. července 1915 Sydney) byl australský astronom a letecký průkopník. Vytvořil konstrukční prvky důležité pro úspěšné vyřešení problému létání - krabicový (komorový) drak, křídlo se zakřiveným profilem a pevnou náběžnou hranu křídla.

## Život
Narodil se v anglickém Greenwichi. V roce 1872 sa vydal do Austrálie hledat zlato, ale loď, kterou cestoval, ztroskotala u pobřeží Queenslandu. Po průzkumu okolí Port Moresby (Papua Nová Guinea) v polovině 70. let 19. století se usadil v Sydney. Brzy se stal členem Královské společnosti Nového Jižního Walesu (Royal Society of New South Wales). V roce 1878 začal působit jako asistent v astronomické observatoři v Sydney, kde zůstal až do roku 1883. Zbytek života pak věnoval řešení otázek spojených s létáním.

### Letectví
V průběhu 80. let a začátkem 90. let 19. století Hargrave experimentoval se sedmnácti jednoplošnými modely s různým pohonem (použil hodinový strojek, kaučukové svazky, motor na stlačený vzduch, či parní stroj). Sedm modelů bylo poháněno pohyblivými ploškami a tři vrtulí vpředu i vzadu. V roce 1898 zkonstruoval novinku – rotační motor s pohonem na stlačený vzduch, který však nevzbudil širší zájem a znovu se objevil až v roce 1908 ve Francii (motor Gnome). V roce 1892 Hargrave objevil, že zakřivené nosné plochy přinášejí vyšší vztlak než rovná nosná plocha. Při zkouškách nových draků zjistil, že nárůst vztlaku je dvojnásobný a drak se dvěma samostatnými komorami a se dvěma nosnými plochami nad sebou má největší stabilitu i nosnost.
Hargrave se 12. listopadu 1894 úspěšně vznesl přibližně do výšky 5 metrů na několika spojených krabicových dracích. Nikdy však neměl k dispozici, stejně jako mnozí předchůdci bratří Wrightů, dostatečně lehký letecký motor pro potřeby motorového letu s pilotem. Všechny experimenty se konaly ve Stanwell Park Beach, kde jsou velmi dobré povětrnostní podmínky a v současnosti je nejznámějším místem pro závěsné létání a paragliding v Austrálii.
Během života se mu mnoho uznání za jeho práci nedostalo s výjimkou pozornosti několika leteckých odborníků. V 90. letech napsal:
„Lidé v Sydney, kteří mluvili o mé práci bez posměchu, byli velmi vzácní. Je nepochybné, že stejné to bylo i v případě mých amerických kolegů. Vím, že úspěch přijde a proto nemrhám časem ani slovy při pokusech přesvědčit pochybovače.“
Ke konci aktivního života se snažil aby se jeho modely a dokumentace zachovaly. Po opakovaném odmítnutí muzea v Sydney převzalo jeho práci Deutsches Museum v Mnichově, kde však byla většina jeho modelů zničena při spojeneckém náletu během 2. světové války. Jeho práce se však do Austrálie vrátily. Sbírka v Powerhouse Museum v Sydney obsahuje 23 krabicových modelů, draků a několik pokusných rotačních motorů, množství konstrukčních výkresů a korespondence.
Jeho syn Geoffrey zahynul ve válce u tureckého Gallipoli. Lawrence Hargrave zemřel 6. července 1915, na zánět pobřišnice po operaci slepého střeva.

### Vliv na vývoj letectví
Svojí otevřenou komunikací s vědeckou komunitou po celém světě napomohl pokroku ve vývoji letectví. Pravidelně a důkladně uveřejňoval výsledky svých pokusů. Je známo, že bratři Wrightové měli přístup k jeho pracím díky ročenkám vydávaných Jamesem Meansem a z Chanutovy práce Progress in Flying Machines, ve které část věnoval experimentům Lawrence Hargrava. Přímý vliv lze vypozorovat v Evropě. V roce 1906 vzlétl, jako první v Evropě na letadle těžším než vzduch, Alberto Santos-Dumont na letadle postaveném podle Hargravova komorového draku. Když Gabriel Voisin postavil první letadlo, založené na stabilním systému nosných ploch podle komorového draku Hargrava, nazval ho Hargraves.
Jeden z nejvýznamnějších leteckých odborníků své doby, Francouz Octave Chanute o něm napsal:
Pan Hargrave nežádá o patenty pro kterýkoli ze svých vynálezů a čas od času publikuje o všem zprávy, aby docházelo k vzájemné výměně myšlenek s ostatními vynálezci pracujícími na stejných problémech, aby tak urychlil pokrok. (…) Je skutečně velkorysý, když dobrovolně poskytuje světu výsledky svých studií a prací. Vyniká ohromnou důsledností při určování různých fází letu svých modelů. (…) Prohlašuje, že vždy zachovává takový postup práce, aby na ni mohl kdykoli navázat a pokračovat v ní. A tak kdokoli jiný, pokud je odborníkem, muže přijít do jeho dílny a studovat tam jeho záznamy a výkresy, vzít nástroje a pokračovat v jeho práci, takže nic z jeho práce nebude nikdy ztraceno.